# Reliant

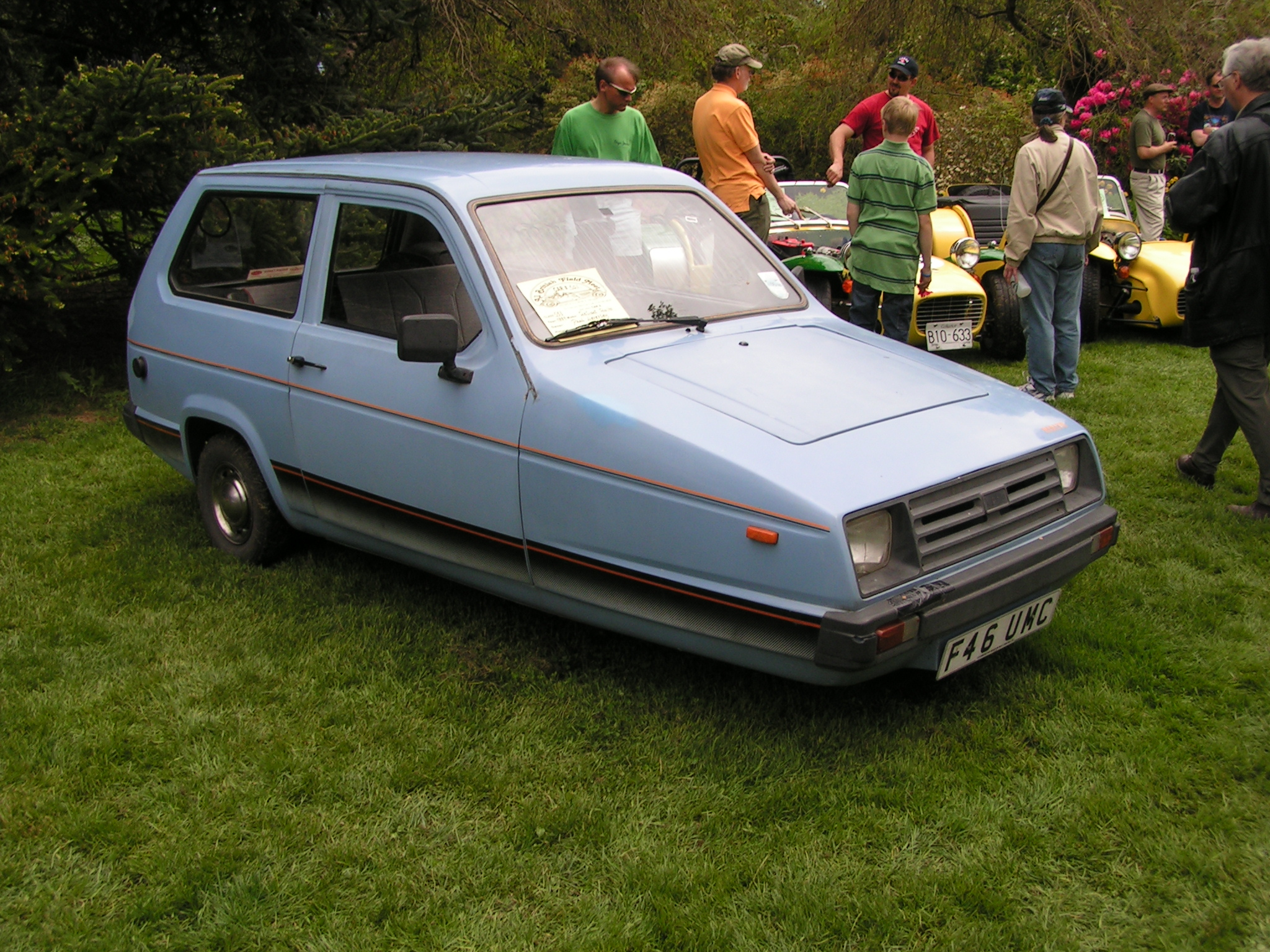
1989 Reliant Rialto.

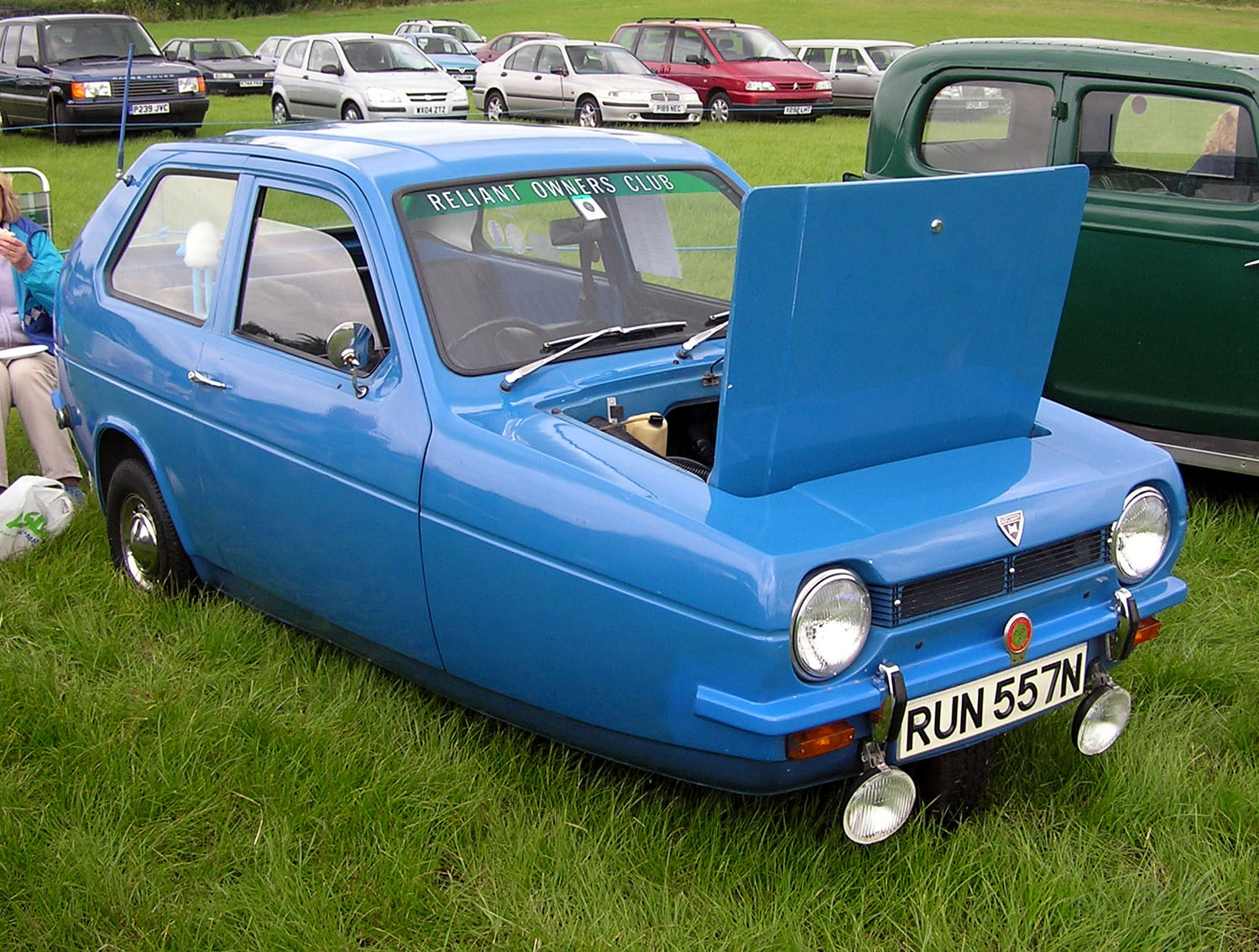
1974 Reliant Robin.

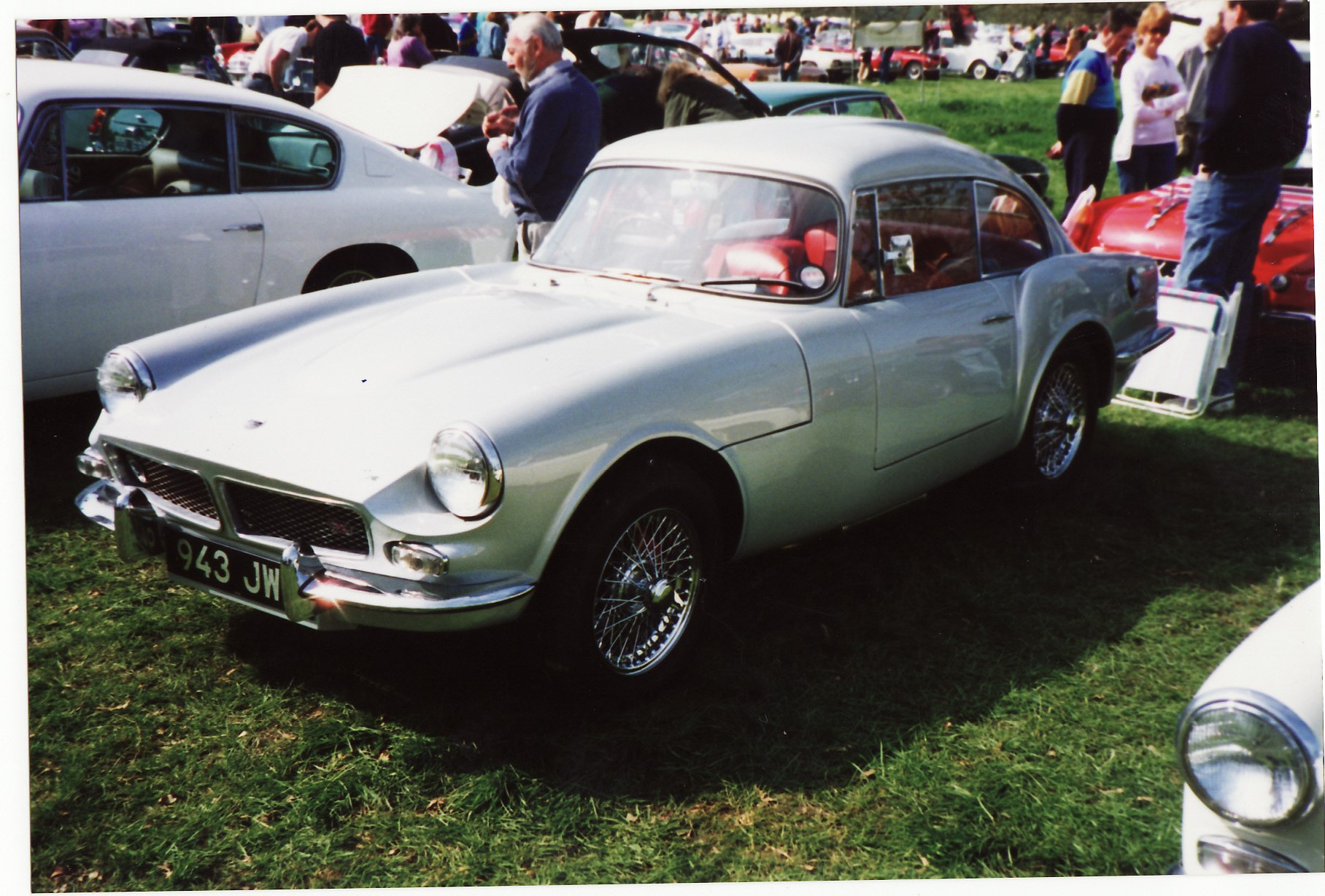
1963-4 Reliant Sabre Coupe GT.

Reliant Motors Limited es una marca fundada en Gran Bretaña en 1935 con base en Tamworth en Staffordshire, Inglaterra. En 2001, la fábrica fue trasladada a un lugar cercano a Cannock (Inglaterra) la empresa fue comprada en el 2001 por inversionistas chinos. Actualmente no fabrica autos pero los derechos de nombre le pertenecen a la automotriz china Chang'an Motors.

## Historia
La marca Reliant fue fundada en 1935 por T. L. Williams, que quería fabricar vehículos de 3 ruedas para revolucionar la industria automotriz británica y en todo el mundo. En 1935 muestran su primer modelo llamado 3-Wheeler Mark 1 (llamado Mini Lorrie) que era una clase de triciclo motorizado más pequeño, este modelo tenía un motor monocilíndrico de 50 cc, Y 5.7 hp (3.7 kW). Este modelo sería muy raro, y no sería fabricado este modelo. Fue diseñado por E. S. Thompson.
En 1937 presenta su primera furgoneta a la venta llamada Mark 2, de este modelo solo se fabricaron 250 unidades (varias exportadas a Sudamérica). Un año después muestran su primer vehículo exitoso Mark III que sería una furgoneta cerrada (antigua denominación a las actuales Panel Van). Este modelo tendría un motor monocilíndrico de la empresa Hillshire Motors (filial de la empresa automotriz Hillman).
En 1939 presenta su primer triciclo de carreras llamado Tricy-Master con un motor de 2 cilindros de 29 Hp (21.3 kW). Este modelo nunca ganó carreras por sus frenos, que no frenaban a tiempo en curvas cerradas.
Las bases de la Reliant Motors fue la desconocida empresa de bicicletas 3-Wheelers Holdings Ltd. Fundada en 1879 por los hermanos Damian T. Williams y Eugene T. Williams como una empresa que fabricaba bicicletas, partes de bicicletas y llantas (luego se dedicaría a las motocicletas). Mucha gente le llamaba a la empresa Reliant (Reliant significa confiado o confianza en español) Holdings Ltd, porque sus bicicletas eran confiables en durar.
La empresa se cambió de nombre a Reliant Motors Holdings Ltd. A cuatro meses antes del inicio de la Segunda Guerra Mundial, la empresa decidió incursionar en la Guerra.
En 1940 el Gobierno Británico le prestó a la empresa unas 800 000 £ para la creación de un prototipo que podía ir por cualquier terreno difícil, ese mismo año el diseñador de la empresa Carl Repasen muestra el prototipo llamado LU-250, un camión triciclo especializado para la guerra y le llamaba Templar, en honor a los Caballeros Templarios y tendría un motor diésel de 36 Hp ideal para terrenos difíciles.
Este modelo tendría un tanque de gas blindado y una ametralladora trasera para atacar al enemigo o destruir el motor de un avión en posición de ataque, en la primera semana se habían fabricado unas 200 unidades en la fábrica de Tamworth, en Staffordshire (como estaba casi ubicado en el centro de Inglaterra ahí los bombardeos no eran tan comunes como en las costas). Y en un mes ya se habían fabricado 600 unidades.
En 1943 finaliza la producción del LU-250 y asignándole una propia flotilla llamada Templar Fleet (Flotilla Templaria en español), fabricando en total 4,000 unidades. Luego fue remplazado por un furgón para el transporte de 8 soldados llamada Unicorn 750 que iniciaría la producción ese mismo año. Estos modelos tenían una suspensión alta, con capacidad de 8 soldados (1 soldado conduciendo y 7 atrás, tenía un cajón debajo de cada asiento para municiones y a veces pistolas para armar).
Casi al finalizar la Segunda Guerra Mundial la empresa produce con la empresa franco-italiana SIMCA (por su acrónimo Société Industrielle de Mecanique et de Carosserie Automobile) para la fabricación de un furgón policial llamado HN 660 a veces llamado Hilde National (Nacional Hilda en español) por su acrónimo de letras HN. Al finalizar la guerra todas las unidades fueron para fuerzas policiales de Francia, Bélgica, Países Bajos, Luxemburgo y Alemania Occidental y la Alemania y Austria ocupada por los franceses y británicos. Se produjeron 12,000 unidades (100 unidades aproximadamente fueron destruidas en disturbios y manifestaciones).
En 1948 sigue la producción normal de antes de la guerra. Ese año inicia la producción de la furgoneta Reliant Regent Van hubo muy pocas versiones de esta con chasis largo y caja larga. También hubo una versión familiar para 4 pasajeros. En 1949 la empresa presenta su segundo prototipo de Tricy-Master esta vez llamado Reliant Tricy-Master Sabre de este modelo solo se fabricarían 45 unidades (25 unidades para uso de pista y las restantes para uso civil) pero al ser más grande y pesado en las curvas y las curvas cerradas tendían a volcarse.
En 1953 la empresa dejó la producción de la Regent Van fue remplazada en la producción de su primer vehículo de tres ruedas (no basado en una motocicleta) el Reliant Regal que incluiría un motor de 3 cilindros en línea de 2,5 litros que generaba unos pocos 25 hp.

## Modelos
- Mark II 1937
- Mark III 1938
- Tricy-Master 1939
- LU-250 (solo para la guerra) 1940-1943
- Unicorn 750 (para la guerra) 1943-1945
- HN-660 (en colaboración con la francesa SIMCA) 1943-1945
- Regent Van 1948-1953
- Tricy-Master Mark II Sabre 1949
- Regal 1951-1972
- Sabre 1961-1964
- Scimitar GT 1964-1970
- Rebel 1964-1973
- FW5 1966-1975
- TW9 1967-1987
- Scimitar GTE/GTC 1968-1982
- Robin 1973-1981, 1989-2002
- Kitten 1975-1982
- FW11 1977
- Rialto 1981-1994

- Raleigh  (Bicicleta) 1981-Actualidad

- Fox 1983-1990
- Scimitar 1984-1995

- New Robin (prototipo para el mercado chino) 2000